# Onorato Candiota
Onorato Candiota (Altamura, ... – ...; fl. XVIII-XIX secolo) è stato un insegnante italiano. Fu "professore di filosofia e matematica" presso il Real Convitto di Bari. Visse a cavallo tra Settecento e Ottocento. Non si conoscono le date e i luoghi esatti di nascita e di morte, sebbene si sappia che era nativo di Altamura. È noto soprattutto per aver preso a parte alla cosiddetta Rivoluzione altamurana (1799). Morì poco dopo il 1808.
Nel 1796 fu scelto in qualità di socio dell'Accademia dei Georgofili di Firenze. Inoltre, in seguito alla fondazione dell'Istituto nazionale della Repubblica Napoletana nel 1799, fu nominato anche socio di questo istituto nella classe di fisica, storia naturale e chimica. Fu anche socio del Regal Società d'Incoraggiamento alle Scienze Naturali di Napoli.
Gli è stata intitolata una via di Altamura, cioè "via Onorato Candiota". 

## La Rivoluzione altamurana
Onorato Candiota, assieme a suo fratello Gian Giacomo Candiota, proveniva da una famiglia benestante. Durante la Rivoluzione altamurana (1799), difese strenuamente la città e fu successivamente incarcerato assieme a suo fratello nel forte di Brindisi, per poi uscerne, come gli altri, in seguito alla pace di Firenze (1801). Tornati dal carcere, come accadde per gli altri detenuti, essi apparvero quasi trasfigurati e non furono riconosciuti dai loro familiari.

## Opere
- Elementi di fisica per uso del Real Convitto di Bari, 1790.
- Elementi di astronomia per uso del Real Convitto di Bari, Napoli, 1794.
- Memoria su di un nuovo metodo di preparare, seminare, e coltivare il frumento per ritirarne il quadruplo del prodotto ordinario, Napoli, 1804.